# مملكة الونشريس
مملكة الورسنيس (بالإنجليزية: Kingdom of the Ouarsenis)‏ كانت مملكة بربرية مستقلة تتمحور حول منطقة الونشريس في شمال الجزائر الحالية. كان أورتياس أحد ملوكها.